# Format string attack
Format string attack – atak informatyczny, będący stosunkowo nową techniką wykorzystywania błędów programistycznych w aplikacjach. Błędnie napisana aplikacja może być przy wykorzystaniu tej techniki usunięta przez system operacyjny z listy uruchomionych procesów (tzw. crash) lub zmuszona do wykonania kodu dostarczonego przez napastnika.

## Historia
Pierwsze informacje na temat błędnego użycia funkcji wykorzystujących łańcuchy formatujące pojawiły się w wynikach analizy kodu źródłowego powłoki csh w 1990 r. przy wykorzystaniu techniki automatycznego testowania aplikacji (tzw. fuzzingu) na Uniwersytecie Wisconsin ([Miller, Fredriksen, So 1990]).
Przez wiele lat niewłaściwe wykorzystanie funkcji operujących na ciągach formatujących było uważane za błąd nie umożliwiający jednak przejęcie kontroli nad aplikacją. W 2000 roku Przemysław Frasunek i równolegle osoba o pseudonimie „tf8” przedstawili na liście dyskusyjnej Bugtraq po raz pierwszy exploity wykorzystujące błędy tego typu w szeroko stosowanym serwerze usługi FTP. Kod źródłowy exploita pokazywał technikę umożliwiającą przejęcie kontroli nad aplikacją przy wykorzystaniu błędnego wywołania funkcji vsnprintf() wewnątrz własnej funkcji, odpowiedzialnej za formułowanie odpowiedzi (lreply()).
Pierwsze udane wykorzystanie tego błędu programistycznego szybko zaowocowało kolejnymi exploitami wykorzystującymi błędy w istniejących implementacjach aplikacji. Podatnymi na atak z wykorzystaniem błędu format bug okazały się tak szeroko stosowane w internecie aplikacje, jak: ProFTPD, su czy też serwer SSH.
Obecnie format bugi są coraz rzadziej spotykane w dostępnym oprogramowaniu ze względu na znacznie rozpowszechnienie wiedzy o skutkach i sposobach unikania tego typu błędów oraz dosyć łatwe techniki wykrywania tej klasy błędów.

## Szczegóły techniczne
Atakujący wykorzystuje błędny sposób przekazywania argumentów do funkcji operujących na ciągach formatujących, takich jak printf(), w języku C. W przypadku posiadania przez napastnika kontroli nad ciągiem formatującym może on wykorzystać niektóre z jego dyrektyw do zapisania dowolnych obszarów pamięci procesu. Zwykle wykorzystywana jest tutaj mało znana i sporadycznie wykorzystywana dyrektywa %n, zapisująca w obszar pamięci wskazywany przez kolejny argument (który powinien znajdować się na stosie procesu) liczbę dotychczas zapisanych przez atakowaną funkcję znaków. Umiejętne użycie dyrektywy %n oraz dyrektyw określających liczbę znaków do wypisania, np. %<liczba>s, powoduje odwołanie się do, z pozoru przypadkowego, adresu z obszaru stosu programu i w wielu sytuacjach pozwoli na nadpisanie odpowiednio wybranych obszarów pamięci, w tym danych kontrolnych procesu.
Najczęstszy schemat wykorzystania podatności polega na nadpisaniu wskaźnika powrotu z funkcji (będącego wartością na stosie) przez zastąpienie go wskaźnikiem do kodu znajdującego na stosie, stercie lub w sekcji kodu procesu. W takim przypadku atak ten jest bardzo podobny do sposobu wykorzystania błędu przepełnienia bufora. Innym schematem jest nadpisanie danych (zmiennych), co może prowadzić do korzystnych, z punktu widzenia atakującego, zmian w przepływie sterowania procesu, np. eskalacji uprawnień.
Błędy tego typu mogą zostać w pewnych sytuacjach pośrednio wykorzystane bez zastosowania dyrektywy %n. Użycie dyrektywy %s może doprowadzić do ujawnienia zawartości pamięci procesu uprzywilejowanego, w tym np. haseł; w innym scenariuszu możliwe jest doprowadzenie do skopiowania do bufora (np. funkcją sprintf()) większej ilości danych niż przewidział programista.
Najpopularniejsze z podatnych na atak funkcje i rodziny funkcji:
- printf()
- syslog()
- err()
- warn()
- setproctitle()

## Obrona
Sposób obrony przed tego typu atakiem jest bardzo prosty. W tworzonym kodzie należy unikać przekazywania ciągów formatujących, dostarczonych przez użytkownika, do funkcji wykorzystujących ciągi formatujące (np. printf()) oraz takich, które tego typu funkcje wewnętrznie wykorzystują (np. syslog()). W ogólnym przypadku sprowadza się to zamiany wywołań typu:
```
printf
(
string
);

```

na
```
printf
(
"%s"
,
 
string
);

```

Dodatkowo, możliwe jest zabezpieczenie zamkniętego oprogramowania przez taką zmianę funkcji bibliotecznych, by odrzucać relatywnie mało przydatną dyrektywę %n we wszystkich odwołaniach do biblioteki. Zmniejsza to znacznie ryzyko pomyślnego ataku, chociaż – jak zaznaczono wcześniej – nie chroni przed wszystkimi jego wariantami. W niektórych przypadkach pomocne mogą być algorytmy ochrony stosu przed wykonywaniem znajdującego się na nim kodu na architekturach, które tego nie uniemożliwiają w sposób sprzętowy lub gdy system operacyjny nie wykorzystuje takiej możliwości. Ponadto zaleca się stosowanie pozostałych sposobów utrudniających wykonywanie kodu przemyconego do pamięci procesu (np. losowe umiejscowienie wirtualnej przestrzeni adresowej procesu).